# Cuisse de nymphe
Cet article concerne la couleur. Pour les variétés de roses, voir Cuisse de Nymphe et Cuisse de Nymphe émue.

Cuisse de nymphe et cuisse de nymphe émue sont des noms de couleur qui désignent des nuances de couleur chair ou d'incarnat.
Peut-être utilisés autrefois dans le domaine de la mode, ce sont des clichés pour désigner avec humour des textiles ou des peintures rose-orangé pâle.

## Mode
« Les femmes […] demandèrent au Chevalier quelles étaient les couleurs les plus en vogue ; il leur répondit qu'on portait maintenant le soupir étouffé, la cuisse de nymphe émue, les désirs satisfaits, la passion dévorante, le lendemain de noces. On raisonna beaucoup sur toutes ces couleurs […]. »

— Lettres iroquoises, 1783.
Le nom de couleur « cuisse de nymphe émue » est le premier attesté ; il fait partie de la longue liste des couleurs de fantaisie d'usage plus ou moins fugitif au XVIIIe siècle.
Les frères Goncourt attribuent au modiste Beaulard l'invention vers 1775 du nom de la nuance cuisse de nymphe émue, parmi une quantité d'autres noms évocateurs.
En 1885, Félix Bracquemond écrit : « La nomenclature des couleurs est […] variée par la fantaisie et l'allure d'esprit d'une époque. Elle augmente sans cesse. Elle diminue de même par l'abandon des noms de nuances qui désignent pendant un moment une teinte bien définie pour tout le monde. Quel rose, quel orangé, quel jaune, quel lilas, était-ce que cuisse de nymphe émue ? »
À la fin du XIXe siècle, la couleur cuisse de nymphe passait à Paris pour avoir été à la mode pour les robes de dames un siècle plus tôt, quelle que soit la date de publication. Les cultivars de rose Cuisse de Nymphe et Cuisse de Nymphe émue passent aussi pour des obtentions anciennes. Le Répertoire de couleurs pour aider à la détermination des couleurs des fleurs de 1905 connaît une fleur de Canna nymphe rose, de couleur Rose de Carthame, un incarnat obtenu par traitement de la carthamine, et une nuance « Rose de Nymphe », couleur chair, pour laquelle les auteurs donnent comme exemple trois roses d'autres noms.

## Cliché
« — […] Une douzaine de danseuses, vêtues de maillots couleur cuisse de nymphe […] sont en train, poursuivit le faux commissaire, de s'en donner plus qu'il n'est permis, à quelques pas de chez vous. »

— Marc de Montifaud, La Chaste Suzanne, 1895.
En 1923, la Revue hebdomadaire explique que le « ton cuisse de nymphe émue » est « un cliché populaire » destiné à évoquer « un rose délicat ».
Le terme de « nymphe », utilisé fréquemment au XIXe siècle par euphémisme pour désigner des prostituées, avait également un sens médical bien connu ; il a permis, joint à « cuisse », désignant indirectement le sexe, une quantité de jeux de langage appropriés à une couleur chair, qui ont contribué à sa pérennité, à la différence d'autres noms de coloris utilisés dans le commerce de mode, tombés dans l'oubli. En contrepartie, la description de la nuance est rare. Ce nom ne figure pas dans les catalogues de marchands de couleur, ni dans les noms commerciaux indiqués au Colour Index international.
Le nom de couleur « cuisse de nymphe émue » est mieux attesté au XVIIIe siècle, et moins fréquent plus tard. Il est permis de soupçonner une intention comique dans cette dénomination, renforcée dans « cuisse de nymphe à peine émue ».

## Traduction
Certains traduisent le nom de couleur X11 repris dans HTML, CSS, SVG hotpink par « cuisse de nymphe émue ». Un marchand de couleurs propose avec plus de pertinence « rose coquin » pour traduire hot pink, qui appelle une nuance beaucoup plus vive que ce qu'on trouve dans les domaines de la mode et de la décoration.